# .cf
.cf는 중앙아프리카 공화국의 인터넷 국가 코드 최상위 도메인이다. 중앙 아프리카 전자통신 협회에 의해 관리된다.
해당 도메인은 도메인을 등록하는 개인이 중앙아프리카공화국과 관련이 있는지 여부에 관계없이 프리놈(Freenom) 웹사이트에서 무료로 등록할 수 있도록 만들어졌다. 포춘 500대 기업 대부분의 상표 도메인 이름과 일반적인 사전 용어를 포함하는 "가치가 높은" 도메인 이름은 예외이다. 4자 미만의 잠재적으로 가치가 있는 도메인도 "높은 가치"로 표시되었다. .tk 및 .ml과 같이 프리놈을 통해 제공되는 다른 도메인에도 동일하게 적용된다.